# ゴーストカー
ゴーストカー（ghost car）は、レースゲームで他車の走りを当り判定無しに表示することである。初導入されたときに最速のクルマをゴーストのように半透明で表示されたため、ゴーストカーと呼ばれる。対象が車ではない場合や単に略す場合はゴーストと呼ばれる。

## 歴史
『スーパーマリオカート』で初導入された。

## ゲーム内での扱い
多くはタイムアタックモードで表示可能である。最速記録を出したときの走りを再現した姿で現れるが、実際に当たり判定はなく、あくまでもプレイヤーがより速いタイムを目指すための目標として表示されているに過ぎない。ゴーストカーを抜いてゴールすることは、すなわち記録の更新を意味するのである。
本来は一人で遊ぶタイムアタックを複数人で遊ぶ事ができるコンペティティブ・ペーシェンスとしての要素としてゲームに組み込まれている。
通常、その記録を出した時のキャラクターと同じ姿で表示され、常に半透明なものと、遠くでははっきり見えて近くになると車体が消えて影だけになるもの（『頭文字D』、『バトルギア』等）がある。また、実際のキャラクターではない、単なるシンボルで示される場合もある。

## データ
ゴーストカーのセーブには、同じゲームの他の部分より多くのデータ領域を必要とする。1990年代位までのゲームでは一時メモリにしか保存できずに電源を切ると消えてしまうものや、セーブするために外部記録媒体を用意する必要に迫られることもあった。
オンライン通信によって、ゲーム開発者や大会などで好成績を残した者のゴーストカーのデータをダウンロードできるゲームもある（家庭用『バトルギア』シリーズでは、インターネットに接続するとアーケードのゴーストデータを使用することができる）。